# Segunda División A 1987/88
De Segunda División A 1987/88 was het 57ste seizoen van het tweede niveau van het Spaans voetbalkampioenschap. Dit was het eerste seizoen, na het tussenseizoen 1986/87 waarin de derde plaats geen recht meer gaf op promotie.  Dit werd vervangen door een systeem waarin in principe de derde en de vierde ploeg tegen twee ploegen uit de hoogste divisie streden voor twee tickets die recht gaven op promotie. Het ging van start op 30 augustus 1987 en eindigde op 22 mei 1988.

## Eindklassement
|     | Club                 | WG | W  | G  | V  | DV | DT | P  |                                                       |
| --- | -------------------- | -- | -- | -- | -- | -- | -- | -- | ----------------------------------------------------- |
| 1º  | CD Málaga            | 38 | 22 | 10 | 6  | 74 | 39 | 54 | Promotie naar de Primera División                     |
| 2ª  | Elche CF             | 38 | 21 | 8  | 9  | 62 | 34 | 50 | Promotie naar de Primera División                     |
| 3º  | Real Madrid Castilla | 38 | 20 | 8  | 10 | 54 | 36 | 48 | Filiaal, kan niet naar de Primera División promoveren |
| 4º  | Real Oviedo          | 38 | 19 | 7  | 12 | 58 | 37 | 45 | Eindronde, met promotie naar de Primera División      |
| 5º  | Rayo Vallecano       | 38 | 18 | 9  | 11 | 57 | 47 | 45 | Eindronde, zonder promotie naar de Primera División   |
| 6º  | UE Lleida            | 38 | 15 | 12 | 11 | 53 | 37 | 42 |                                                       |
| 7º  | UE Figueres          | 38 | 14 | 14 | 10 | 44 | 36 | 42 |                                                       |
| 8º  | FC Barcelona Atlètic | 38 | 14 | 13 | 11 | 52 | 47 | 41 |                                                       |
| 9º  | Xerez CD             | 38 | 17 | 7  | 14 | 49 | 37 | 41 |                                                       |
| 10º | Sestao Sport Club    | 38 | 15 | 7  | 16 | 42 | 45 | 37 |                                                       |
| 11º | CD Castellón         | 38 | 12 | 13 | 13 | 34 | 45 | 37 |                                                       |
| 12º | CD Tenerife          | 38 | 13 | 10 | 15 | 48 | 57 | 36 |                                                       |
| 13º | Real Burgos CF       | 38 | 11 | 12 | 15 | 34 | 50 | 34 |                                                       |
| 14º | Racing Santander     | 38 | 11 | 11 | 16 | 35 | 47 | 33 |                                                       |
| 15º | Recreativo Huelva    | 38 | 12 | 9  | 17 | 55 | 71 | 33 |                                                       |
| 16º | Deportivo La Coruña  | 38 | 8  | 15 | 15 | 35 | 47 | 31 |                                                       |
| 17º | Bilbao Athletic      | 38 | 11 | 9  | 18 | 44 | 53 | 31 | Degradatie naar de Segunda División B                 |
| 18º | Hércules CF          | 38 | 10 | 9  | 19 | 46 | 56 | 29 | Degradatie naar de Segunda División B                 |
| 19º | Granada CF           | 38 | 8  | 11 | 19 | 36 | 46 | 27 | Degradatie naar de Segunda División B                 |
| 20º | Cartagena FC         | 38 | 8  | 8  | 22 | 35 | 79 | 24 | Degradatie naar de Segunda División B                 |

## Play-offs
De uitkomst van de play-offs kon maximaal leiden tot twee extra stijgers naar het hoogste niveau van het Spaans voetbal.  In een eerste duel nam de zeventiende uit de hoogste reeks het op tegen de vierde uit de tweede reeks en in een tweede duel nam de achttiende uit de hoogste reeks het op tegen de vijfde uit de tweede reeks. Een duel bestond uit één ronde met heen- en terugwedstrijd. De vijfde van de tweede reeks was gekwalificeerd omdat de derde plaats ingenomen werd door een filiaal.

### Heenwedstrijden
- Real Oviedo - RCD Mallorca 2-1
- Real Murcia - Rayo Vallecano 3-0

### Terugwedstrijden
- RCD Mallorca - Real Oviedo 0-0
- Rayo Vallecano -Real Murcia 1-1

## Topscorers
25 goals
- Carlos Antonio Muñoz Cobo (Real Oviedo)

22 goals
- José Francisco Sánchez González "Paquito" (CD Málaga)

20 goals
- Sixto Arturo Casabona Martínez (Elche CF)

1929 · 1929/30 · 1930/31 · 1931/32 · 1932/33 · 1933/34 · 1934/35 · 1935/36 · 1936/37 · 1937/38 · 1938/39 · 1939/40 · 1940/41 · 1941/42 · 1942/43 · 1943/44 · 1944/45 · 1945/46 · 1946/47 · 1947/48 · 1948/49 · 1949/50 · 1950/51 · 1951/52 · 1952/53 · 1953/54 · 1954/55 · 1955/56 · 1956/57 · 1957/58 · 1958/59 · 1959/60 · 1960/61 · 1961/62 · 1962/63 · 1963/64 · 1964/65 · 1965/66 · 1966/67 · 1967/68 · 1968/69 · 1969/70 · 1970/71 · 1971/72 · 1972/73 · 1973/74 · 1974/75 · 1975/76 · 1976/77 · 1977/78 · 1978/79 · 1979/80 · 1980/81 · 1981/82 · 1982/83 · 1983/84 · 1984/85 · 1985/86 · 1986/87 · 1987/88 · 1988/89 · 1989/90 · 1990/91 · 1991/92 · 1992/93 · 1993/94 · 1994/95 · 1995/96 · 1996/97 · 1997/98 · 1998/99 · 1999/00 · 2000/01 · 2001/02 · 2002/03 · 2003/04 · 2004/05 · 2005/06 · 2006/07 · 2007/08 · 2008/09 · 2009/10 · 2010/11 · 2011/12 · 2012/13 · 2013/14 · 2014/15 · 2015/16 · 2016/17 · 2017/18 · 2018/19 · 2019/20 · 2020/21 · 2021/22 · 2022/23 · 2023/24 · 2024/25